# O'Neill (Nebraska)
O'Neill és una població dels Estats Units a l'estat de Nebraska. Segons el cens del 2000 tenia 3.733 habitants.

## Demografia
Segons el cens del 2000, O'Neill tenia 3.733 habitants, 1.554 habitatges, i 988 famílies. La densitat de població era de 610,7 habitants per km².
Dels 1.554 habitatges en un 30,4% hi vivien nens de menys de 18 anys, en un 54% hi vivien parelles casades, en un 7,7% dones solteres, i en un 36,4% no eren unitats familiars. En el 33,8% dels habitatges hi vivien persones soles el 17,8% de les quals corresponia a persones de 65 anys o més que vivien soles. El nombre mitjà de persones vivint en cada habitatge era de 2,33 i el nombre mitjà de persones que vivien en cada família era de 3,01.
Per edats la població es repartia de la següent manera: un 26,7% tenia menys de 18 anys, un 5,7% entre 18 i 24, un 24,8% entre 25 i 44, un 20,4% de 45 a 60 i un 22,3% 65 anys o més.
L'edat mediana era de 40 anys. Per cada 100 dones de 18 o més anys hi havia 80,9 homes.
La renda mediana per habitatge era de 30.815 $ i la renda mediana per família de 40.063 $. Els homes tenien una renda mediana de 28.614 $ mentre que les dones 18.627 $. La renda per capita de la població era de 15.998 $. Aproximadament el 5% de les famílies i el 8,5% de la població estaven per davall del llindar de pobresa.

## Poblacions més properes
El següent diagrama mostra les poblacions més properes.